# Українська асоціація відновлюваної енергетики
Українська асоціація відновлюваної енергетики (УАВЕ) — єдина некомерційна організація в Україні, яка об'єднує  учасників ринку відновлюваної енергетики усіх видів генерації (сонце, вітер, вода, біогаз та біомаса). Асоціація також виступає незалежним координаційним центром для підвищення ефективності ініціатив у галузі, її всебічного розвитку та популяризації.

## Історія
УАВЕ була заснована 10-ма провідними гравцями ринку відновлюваної енергетики у 2014 році. Зараз в Асоціацію входить більше 1/3  компаній, які виробляють електроенергію з відновлюваних джерел.
Метою створення УАВЕ є формування консолідованої позиції всіх учасників сфери відновлюваної енергетики для забезпечення найсприятливіших умов ведення бізнесу у цій сфері, а також для підтримки реалізації стратегічного завдання розвитку відновлюваної енергетики в Україні та досягнення енергетичної незалежності держави.

## Учасники[1]
| 1  | ТОВ "АКВАНОВА ГІДРОРЕСУРС"               |
| 2  | ТОВ "ГІДРОЕНЕРГОІНВЕСТ"                  |
| 3  | ТОВ "БТК "ЕДЕЛЬВЕЙС"                     |
| 4  | ТОВ "АКВАНОВА ІНВЕСТМЕНТ "               |
| 5  | ТОВ "ЕНЕРГІЯ КАРПАТ"                     |
| 6  | ТОВ "ЕНЕРГІЯ-1"                          |
| 7  | ТОВ "АКВАРЕСУРСЕНЕРГО"                   |
| 8  | ТОВ "Інтеренерджі"                       |
| 9  | ТОВ "Ресурсекоенерго"                    |
| 10 | ТОВ "Акванова Девелопмент"               |
| 11 | ТОВ "ПРАЙМВУД"                           |
| 12 | ТОВ "РЕНДЖИ БЕРШАДЬ"                     |
| 13 | ТОВ "РЕНДЖИ ТОМАШПІЛЬ"                   |
| 14 | ТОВ "ГРІН АГРО СЕРВІС"                   |
| 15 | ТОВ "РЕНДЖИ ТРОСТЯНЕЦЬ"                  |
| 16 | ТОВ "РЕНДЖИ ІЗМАЇЛ"                      |
| 17 | ТОВ "РЕНДЖИ САРАТА"                      |
| 18 | ТОВ "ЕНЕРГОІНВЕСТ"                       |
| 19 | ЗЕА "Новосвіт"                           |
| 20 | ТОВ "Гранд Солар"                        |
| 21 | ТОВ "Він Солар"                          |
| 22 | ТОВ "Тарутине Солар 2"                   |
| 23 | ТОВ "Тарутине Солар 4"                   |
| 24 | ТОВ "БІ ЕНЕРДЖЕТІКС"                     |
| 25 | ТОВ "АЛЬТЕН-ІНВЕСТ"                      |
| 26 | ТОВ "С. Енерджі-Херсон"                  |
| 27 | ТОВ "Альтен Тростянець"                  |
| 28 | ТОВ "УКРЕНЕРГОСИСТЕМИ"                   |
| 29 | ПП "РУФ ПРОДЖЕКТ"                        |
| 30 | ТОВ "ВЕЛИГЕН СОЛАР"                      |
| 31 | ТОВ "ПОДІЛЛЯ СОЛАР ПРО"                  |
| 32 | ТОВ "ВЕЛИТОН СОЛАР"                      |
| 33 | ТОВ "СТАНІСЛАВ ІНВЕСТ"                   |
| 34 | ТОВ "ЛІДЕР"                              |
| 35 | ТОВ "ЕНЕРГОСОЛАРПРО"                     |
| 36 | СЕС "СЕС ДІБРОВКА"                       |
| 37 | ТОВ "НИВА ЕНЕРГО"                        |
| 38 | ТОВ "ЕНЕРДЖИ ПРО"                        |
| 39 | ТОВ "НИВА ІНВЕСТ"                        |
| 40 | ТОВ "НИВА СОЛАР"                         |
| 42 | ТОВ ЕКОЕНЕРГОГЕНЕРАЦІЯ                   |
| 43 | ТОВ "СОНЯЧНА ЕНЕРГІЯ ПЛЮС"               |
| 44 | ПП "КОМЕРЦКОНСАЛТ"                       |
| 45 | ПП "УКРЕЛЕКТРОБУД"                       |
| 46 | ТОВ "ЗЕЛЕНА ТЕХНОЛОГІЯ"                  |
| 47 | ТОВ "ЛІГ АГРО"                           |
| 48 | ТОВ "ЦЕТУЛЯ СОЛАР"                       |
| 49 | ТОВ "САМБІРСЬКА СОНЯЧНА СТАНЦІЯ"         |
| 50 | ТОВ "СОНЯЧНА СТАНЦІЯ "БОГОРОДЧАНСЬКА-1"  |
| 51 | ТОВ "Еко-Оптіма"                         |
| 52 | ТОВ "Самбірська сонячна станція-2"       |
| 53 | ТОВ "ДИМЕРСЬКА СОНЯЧНА ЕЛЕКТРОСТАНЦІЯ-1" |
| 54 | ТОВ "ЮДІПІ РЕНЮВАБЛЗ"                    |
| 55 | ТОВ "ТЕПЛОДАР ПІВІ"                      |
| 57 | ТОВ "ГЕЛІОС ЕНЕРДЖІ"                     |
| 60 | ТОВ "ТОКМАК СОЛАР ЕНЕРДЖІ"               |
| 61 | ТОВ "ЛНК"                                |
| 62 | ТОВ УК "ВІТРОПАРКИ УКРАЇНИ"              |
| 63 | ТОВ "КЛІАР ЕНЕРДЖІ"                      |
| 64 | ТОВ "БІЛГОРОД-ДНІСТРОВСЬКИЙ СОЛАР 1"     |
| 65 | ТОВ "ТІУ 1"                              |
| 67 | ПрАТ "Кропивницький ОЕЗ"                 |

## Діяльність
- Представництво інтересів учасників Асоціації в державних інститутах влади, включаючи нормотворчу діяльність
- Популяризація відновлюваної енергетики серед громадськості та бізнес середовища
- Популяризація використання технологій відновлюваної енергії в приватному секторі
- Створення ефективного майданчика для обміну досвідом, ідеями та формування консенсусу серед учасників ринку з ключових питань його розвитку
- Підвищення інвестиційної привабливості в секторі відновлюваної енергетики